# Paràmetres de Lamé
En elasticitat lineal, els paràmetres de Lamé són dues constants elàstiques que caracteritzen per complet el comportament elàstic d'un sòlid isòtrop per a petites deformacions, aquests dos paràmetres es designen com:
- λ, també conegut com a primer paràmetre de Lamé.
- μ, el mòdul d'elasticitat transversal o segon paràmetre del Lamé. També denotat G.

L'equació constitutiva d'un material elàstic lineal homogeni i isòtrop, anomenada llei de Hooke ve donada en 3D per l'expressió general:
{\displaystyle \sigma =2\mu \epsilon +\lambda tr(\epsilon )I}
on σ és la tensió, ε el tensor de deformació, {\displaystyle \scriptstyle I} la matriu identitat i {\displaystyle \scriptstyle \mathrm {tr} (\cdot )} la funció traça.
El primer paràmetre λ no té una interpretació física directa o simple, però serveix per simplificar la matriu de rigidesa a la llei de Hooke. Els dos paràmetres junts constitueixen una parametrització del mòdul d'elasticitat per a medis isòtrops homogenis, i estan així relacionats amb els altres mòduls d'elasticitat.
Els paràmetres reben el seu nom en honor de Gabriel Lamé.